# 人形 (童謡)
『人形』（にんぎょう）は、童謡のひとつ。文部省唱歌。作詞作曲ともに不詳。

## 歌詞
1. わたしの人形はよい人形。
目はぱっちりといろじろで、
小さい口もと愛らしい。
わたしの人形はよい人形。
2. わたしの人形はよい人形。
歌をうたえばねんねして、
ひとりでおいても泣きません。
わたしの人形はよい人形。

## 概要
人形のいろいろな特徴を描写した歌である。
1911年（明治44年）5月に刊行された『尋常小学唱歌　第一学年用』が初出。
大阪に本社を置く人形商として知られるモリシゲが1970年代に関西地区限定でCMソングとして、替え歌の『モリシゲ人形のうた』を作っており、こちらの歌詞のほうが印象に残っている人もいる。